# Evangelische Kirche (Jedwabno)
Bei der Evangelischen Kirche Jedwabno handelt es sich um ein Bauwerk aus der Mitte des 18. Jahrhunderts. Bis 1945 war sie das zentrale Gotteshaus des ostpreußischen Kirchspiels Jedwabno (1938–1945 Gedwangen). Das Gebäude – in der heutigen polnischen Woiwodschaft Ermland-Masuren gelegen – wurde im Zweiten Weltkrieg derart beschädigt, dass es aufgegeben werden musste. Dem Verfall preisgegeben, wurde 1966 der letzte Überrest in Form des bereits schief stehenden Turms abgerissen.

## Geographische Lage
Das Dorf Jedwabno liegt in der südöstlichen Mitte der Woiwodschaft Ermland-Masuren. Bis zur früheren Kreisstadt Neidenburg (polnisch Nidzica) sind es 26 Kilometer in südwestlicher Richtung, und die heutige Kreismetropole Szczytno (deutsch Ortelsburg) liegt 18 Kilometer in nordöstlicher Richtung. Durch den Ort verläuft die Landesstraße 58, an deren südlicher Seite – unweit der Abzweigung der Straße nach Wielbark (Willenberg) – sich der einstige Standort der Kirche befindet.

## Kirchengebäude
Bereits im 14. Jahrhundert gab es in Jedwabno (damals Gedewewe) eine Kirche. Die Bauzeit dürfte der des als Verteidigungsanlage errichteten Jagdhauses – etwa 1370 bis 1375 – entsprechen. Aus dem Jahre 1411 liegt die Meldung eines Geistlichen vor, der nach der Schlacht bei Tannenberg (1410) den der Kirche und ihm selber zugefügten Schaden nachweist. Die Kirche war aus Holz gebaut. Das Jagdhaus konnten die Pfarrer jahrhundertelang als Wohnung benutzen.
Um 1580 wurde an der Stelle der alten eine neue Kirche, ebenfalls aus Holz, gebaut. Diese Kirche, in deren Kellergewölbe Geistliche und auch verdiente Kirchenmänner beigesetzt wurden, fiel 1721 einem Brand zum Opfer. Gerettet werden konnten der geschnitzte Altar und der Kanzelaufbau mit den Figuren der Apostel Petrus und Johannes, außerdem die beiden Glocken.
Erst drei Jahrzehnte später und nachdem König Friedrich II. einen Zuschuss von 3000 Talern bewilligt hatte, wurde ein Kirchenneubau auf den Grundmauern der Vorgängerkirche in Angriff genommen. In den Jahren von 1757 bis 1759 entstand so ein verputzter Saalbau mit Westturm – ganz im Stil der Kolonialkirchen: Wehrturm und dicke Mauern aus Feldsteinen, nur für die Umfassungen der Türen sowie Fenster wurde roter Backstein verwendet.
Der vorgebaute Turm mit seinen starken Mauern hatte einen quadratischen Grundriss mit einer Größe von etwa 20 × 20 Fuß. Sein gewölbtes Dach hatte als Spitze eine vierseitige Pyramide mit einer aufgesetzten Kugel, die die Wetterfahne trug. Durch eine Doppeltür betrat man die Vorhalle und durch eine weitere Doppeltür den Kircheninnere.
Das Kirchenschiff hatte eine Grundfläche von 82 × 40 Fuß und eine Höhe von 30 Fuß. An der Südwestseite war die Sakristei angebaut. Der Haupteingang durch den Turm sowie sämtliche Fenster waren in Rundbogen ausgeführt. Der gesamte Innenraum war von einer flachen Holzkonstruktion bedeckt. Die Decke war mit biblischen Szenen und Symbolen bemalt. Die beiden Seitenemporen waren bis an die Ostwand herangeführt. Der um 1680 angefertigte geschnitzte Altar aus der früheren Kirche wurde jetzt mit der Kanzel vereinigt.
Eine neue Orgel wurde am 3. Oktober 1858 eingeweiht. Die alte stiftete man der Kirche Malga (polnisch Małga).
In den Jahren 1842, 1871 und 1908 erfolgten an der Kirche Renovierungsarbeiten. 1908 wurden auch zwei Heizöfen aufgestellt.
Eine grundlegende Restaurierung erfolgte dann im Jahr 1934. Die Dächer von Turm und Kirchenschiff wurden überholt, außerdem der Außenanstrich der Kirche erneuert. In den Innenraum baute man eine Warmluftheizung ein. Bei diesen Maßnahmen entdeckte man die zum Teil übertünchten Deckenmalereien wieder. Sie wurden von dem Kunstmaler Toycke aus Ortelsburg (polnisch Szczytno) wohl unter der Aufsicht des Baurats Fiebelkorn restauriert. Die beiden Emporenbrüstungen wurden mit Malereien biblischer Geschichten versehen. Ein preußischer Adler fand seinen Platz über der Orgel. Ihn hatte sich König Friedrich II. bei seiner Baubezuschussung ausbedungen. Er übernahm damals auch das Patronat über die Kirche.
Im Zweiten Weltkrieg wurde die Kirche stark beschädigt. Nach Artilleriebeschuss brannten die Dachstühle von Turm und Kirchenschiff aus und stürzten nach innen ein. Der Turm neigte sich im Laufe der Jahre etwas. Auf ihm nistete noch ein Storchenpaar, bevor er 1966 als letzter Überrest der Kirche abgerissen wurde.

## Kirchengemeinde

### Kirchengeschichte
Die Gründung einer Kirche in Jedwabno erfolgte in vorreformatorischer Zeit. Im Jahr 1411 bestand bereits eine Gemeinde, die im Zuge der Reformation die lutherische Lehre übernahm. Zur Pfarrei in Jedwabno gehörte die Filialkirche Malga (polnisch Małga), die 1721 verselbständigt wurde, jedoch noch weiterhin in pfarramtlicher Verbindung blieb. Das Jedwabnoer Kirchenpatronat war königlich, später staatlich.
Bis 1827 wurde das alte Jagdhaus als Pfarrhaus genutzt. Wegen Baufälligkeit musste es jedoch abgerissen werden. Auf den Fundamenten des Jagdhauses entstand ein neues, gutshausähnliches klassizistisches Pfarrhaus.
Zur Pfarrei gehörten damals 400 Morgen Ländereien. Bis 1856 bewirtschafteten die Geistlichen die Ländereien selbst. Danach wurden sie wie auch die Wirtschaftsgebäude verpachtet. Teile der Ländereien wurden 1908 für den Bau eines Krankenhauses (genannt Nadolnystft), ein Heim mit sechs Wohnungen für Witwen und Frauen sowie 1920 und 1934 für neue Siedlungen abgetreten.
1889 wurde das Kirchspiel Malga von Jedwabno abgetrennt. Beide Gemeinden blieben aber dann noch bis 1945 zusammen im Kirchenkreis Neidenburg innerhalb der Kirchenprovinz Ostpreußen der Evangelischen Kirche der Altpreußischen Union. Das Kirchspiel Jedwabno zählte 1925 insgesamt 3655 Gemeindeglieder.
Trotz des Verlustes zahlreicher Gemeindeglieder aufgrund von Flucht und Vertreibung in den Jahren 1945 bis 1950 blieb eine kleine evangelische Gemeinde erhalten bzw. konnte sich neu formieren. Sie ist nun der Pfarrei in Pasym (Passenheim) zugeordnet und gehört zur Diözese Masuren der Evangelisch-Augsburgischen Kirche in Polen.

### Kirchspielorte
Neben dem Pfarrort Jedwabno (1938–1945 Gedwangen) gehörten 18 Ortschaften zum Kirchspiel:
| Deutscher Name                          | Polnischer Name |                                    | Deutscher Name | Polnischer Name |
| --------------------------------------- | --------------- | ---------------------------------- | -------------- | --------------- |
| * Burdungen                             | Burdąg          | * Narthen                          | Narty          |                 |
| * Dluszek 1932–1945 Hartigswalde (Ort)  | Dłużek          | * Neu Borowen 1938–1945 Buschwalde | Nowe Borowe    |                 |
| Grobka 1938–1945 Mittenwald             | Grobka          | Neuwald                            | Nowy Las       |                 |
| Hartigswalde (Forst, Gutsbezirk)        | Dłużek          | Omulef                             | Omulew         |                 |
| Kahl                                    | Łabuń           | * Omulefofen                       | Kot            |                 |
| Kahlbruch                               | Smolaki         | Rekowen 1938–1945 Reckau           | Rekowe         |                 |
| Klein Dembowitz 1935–1945 Kleineichenau | Dębowiec        | * Schuttschen                      | Szuć           |                 |
| Lipnicken                               | Lipniki         | * Schuttschenofen                  | Piduń          |                 |
| * Malschöwen 1938–1945 Malshöfen        | Małszewo        | Schwarzenofen                      | Czarny Piec    |                 |

### Pfarrer
An der Kirche in Jedwabno/Gedwangen amtierten als evangelische Geistliche die Pfarrer:
- NN., 1579
- Johann Misloncki, 1581–1583
- Jacob Baderlein, 1592
- Stanislaus Niewierski, 1621
- Martin Surcowius, 1647/1651
- Melchior Czeckner, 1670
- Matthäus Stigalius, 1675–1689
- Christoph Hoffmann, 1690–1740
- Johann Georg Hoffmann, 1721–1760
- Michael Rudell, 1760–1793
- Johann Grall, 1789–1833
- Johann Wilhelm Grall, 1833–1839
- Johann Friedrich Anders, 1839–1840
- Friedrich Leopold Montzka, 1839–1856
- August Ferdinand Kob, 1856–1876[9]
- Adolf Gustav Jacobi, 1873–1875
- Karl Friedrich Nadolny, 1876–1895
- Otto Richard Grzybowski, 1895–1896
- Maximilian Mich. Krenz, 1896–1909
- Otto Julius Wilhelm Laskawy, 1900–1902
- Karl Grundies, 1910–1921
- Walter Kaminski, 1922–1927
- Gerhard Symanowski, 1928–1938
- Werner Doebel, 1939
- Walter Skierlo, 1940–1945